# Fjordbyen (Oslo)
Fjordbyen er et byplanlægningsprojekt i Oslo, hvor bl.a. en hel del arealer, der i dag benyttes som havn, skal frigøres og benyttes til boliger, rekreative formål og erhverv, og som er tiltænkt at skulle åbne byen mod vandet. 
Mange af de (oprindelige) 13 delområder ud mod Oslofjorden skal forbedres og udvikles. Mottoet for projektet var i begyndelsen: Fra Bygdøy til Ormøy. Imidlertid måtte områderne syd for Grønlia forblive en permanent havn, fordi det i løbet af processen stod klart, at man måtte placere havneaktivitet et sted. Det er meningen, at der i alt skal komme ca. 9.000 nye boliger (som får ca 18.000 indbyggere) og 42.000 arbejdspladser foruden kulturinstitutioner, butikker, parker, havnepromenade og et vidt spektrum af publikumsattraktioner.

## Fjordbyens delområder
De delområder, som indgår i planlægningen af Fjordbyen, er fra vest til sydøst:

### Filipstad
Filipstad skal byudvikles, men vil fortsat have en færgeterminal. Fjordbyplanen opererer med bygning af indtil 450.000 kvadratmeter brugsareal med en boligandel på 50 %, hvilket vil kunne betyde op mod 2.200 boliger. Endvidere vedtog Oslo byråd, at der i Filipstad skal anlægges en fjordpark på mindst 5 hektar, og at denne park indgår i totalt set 10 hektar med parker, fritlagte og grønne områder. 
Grundejerne i Filipstad-området er bl.a. Oslo kommune ved Oslo Havn KF og Eiendoms- og byfornyelsesetaten, ROM Eiendom AS og Jernbaneverket, ligesom Statens vegvesen er ejer af vejanlægget E18. Det samlede areal er på ca. 32 hektar.

### Tjuvholmen
Tjuvholmen er medio 2008 godt i gang som byudviklingsprojekt med blandet formål, og kvarteret har boligblokke og kontorer samt butikker/restauranter i gaderne. Desuden vil en 9 hektar stor offentlig park med kunstmuseum blive anlagt i en kommende byggeetape. Tjuvholmen kan stå færdig i 2011/2012. Ansvarlig for udbygningen er Selvaag Gruppen og Aspelin-Ramm.

### Aker Brygge og Vestbanen
Aker Brygge blev omdannet i 1980'erne og begyndelsen af 1990'erne. Her bliver ændringerne derfor små, men Vestbanen vil blive ombygget og brugt til kulturformål. I slutningen af maj 2008 blev det klart, at Nasjonalgalleriet (ejet af staten) skal flytte ind på Vestbanegrunden. Forinden havde man brugt over otte år på forskellige alternative planer.

### Rådhusplassen og Pipervika
Pipervika / Rådhusplassen ændres ikke. De store ændringer fandt sted her i 1960'erne, da den gamle bebyggelse (som blev anset for slum) blev totalt fjernet og rådhuset blev bygget.

### Akershusstranda og Vippetangen
Især omkring Vippetangen ses der på muligheder, uden at der endnu er skitseret særlig store forandringer. Det samme gælder for Akershusstranda. Der opføres ingen større bygninger, bl.a. af hensyn til Akershus fæstning, som er nationalt kulturminde.

### Bjørvika
I Bjørvika sker der store ændringer. Det, som vil ske eller allerede er sket, er bl.a:
- E18 skal lægges i sænketunnel gennem Bjørvika fra Havnelageret til Sørenga. Færdiggørelse mellem 2010 og 2012.
- Dette frigør plads, som skal bruges til:
  - Diverse bygninger og torve med mødesteder rundt om disse
  - En bred hovedgade: Dronning Eufemias gate (svarende til den nuværende Bispegata mellem Strandgata og Sørenggata), som ifølge planerne for Bjørvika skal betjenes med kollektiv trafik i form af busser og sporvogne.

Syd for Dronning Eufemias gate:
- Operahuset i Oslo, åbnede 12. april 2008.
- Den 28. maj 2008, blev det afgjort, at Munch-museet, Stenersenmuseet og Deichmanske bibliotek skal flyttes til Bjørvika, i nærheden af operaen.

Nord for Dronning Eufemias gate:
- På nordsiden af vejen skal der opføres 12 høje bygninger, hvoraf Opera-hotellet allerede er færdigbygget
- Oslo S skal forandres fuldstændig. Bortset fra skinne- og perron-infrastrukturen skal alt rives ned, og der skal bygges et helt nyt kompleks. Målet er, at det skal blive Europas mest moderne centralstation.[1]

### Sørenga, Loenga og Grønlia
Sørengautstikkeren er nu fyldt med containere o.l. Disse skal fjernes og i stedet skal der komme bygninger, hvoraf 90% skal være boliger. Grønlia bliver en del af dette. Fjordbyplanen er uafhængig af reguleringsplanen for Bjørvika.
Loenga-området ligger nær Sørenga og kan knyttes til disse. Dette kræver dog nogen omlægning af jernbanen, og man vil ikke foretaget noget i området, før dette sker. Området benyttes i dag meget af NSB og er også stærkt trafikalt forurenet.
Området lige syd for Grønlia omtales i Fjordbyplanen som "Alnas udløb". Det bliver den nye Fjordbys endepunkt for havnepromenade og private aktiviteter. På den anden side begynder nemlig containerhavnen, eller "havnebyen" Oslo.

### Kongshavn, Sjursøya, Ormsund og Bekkelaget
Disse bydele var oprindelig tiltænkt at skulle rumme en del områder med boliger, kontorer, handel og kulturinstitutioner som resten af Fjordbyen, men endte med at blive tildelt containerhavne og tankanlæg. Den enkle grund hertil var, at der ikke var så mange andre steder at placerer containerne, og efterspørgslen efter plads hertil blev større, da man flyttede dem fra Filipstad, Tjuvholmen og Bjørvika.

I Fjordbyplanen, som den er vedtaget af byrådet den 27. februar 2008, står følgende: 
| „ | Fra og med Kongshavn og sydover til Ormsund vil en af Norges største godsterminaler ligge, og dette tema afklares i et selvstændigt planlægningsarbejde. | “ |

Sydhavna er nu fællesbetegnelsen for de sammenhængende havnearealer fra Grønlia i nord til Ormsund i syd. Den omfatter dele af Grønlia, Kongshavn med Alnas udløb, Sjursøya (med bl.a. Østlandets vigtigste olieterminal), Kneppeskjærutstikkeren og Ormsund.

I august 2009 vedtog byrådet en ny reguleringsplan, ifølge hvilken Sydhavna skal være Oslos permanente havn. I den forbindelse blev det udtalt: 
| „ | Området skal i årene som kommer udvikles som Oslos permanente havn. Der bliver ingen byudvikling med boliger i området. Ormsund kan sandsynligvis udvikles med nogle byudviklingsindslag. Dette afklares i et selvstændigt planlægningsarbejde. | “ |